# Жуков Сергій Анатолійович
Сергій Анатолійович Жуков (25 листопада 1947, Хабаровськ — 30 вересня 2004, Київ) — український військовослужбовець, науковець-радіотехнік, педагог. Доктор технічних наук (1999), професор (1999). Співзасновник сучасної системи української військової освіти, здійснив суттєвий внесок в удосконалення технічних характеристик та бойових можливостей радіолокаційних станцій.
Проходив службу в низці «гарячих точок» світу. На початку 2000-х років входив до складу Українсько-польського миротворчого батальйону, що перебував у Косово. Генерал-лейтенант військової служби.
Понад 15 років — начальник Військового інституту Київського національного університету імені Тараса Шевченка (до 1998 року — військової кафедри та відділення військової підготовки), реформатор його структури. Автор понад 120 наукових робіт, зокрема близько 55 авторських свідоцтв на винаходи.

## Життєпис
Народився 25 листопада 1947 року в Хабаровську, в родині військовослужбовця.
У 1970 році закінчив Київське вище інженерне радіотехнічне училище протиповітряної оборони. Відтоді ж — на військовій службі у Прикарпатському та Київському військових округах.
З 1976 року, у складі групи Військово-повітряних сил, перебував у спеціальному відрядженні у Нігерії. З 1978 року обіймав різні посади у Військах протиповітряної оборони.
З 1982 року — викладач військової кафедри Київського державного університету імені Тараса Шевченка (КДУ, КНУ). У 1986 році захистив дисертацію та здобув науковий ступінь кандидата технічних наук.
У 1987 році обійняв посаду начальника кафедри, яка у 1991 році була реорганізована у відділення військової підготовки. У 1998 році відділення перетворене на Військовий інститут при КНУ імені Тараса Шевченка, першим начальником якого став Сергій Жуков.

Могила Сергія Жукова, Байкове кладовище

У 1999 році захистив дисертацію та здобув науковий ступінь доктора технічних наук, після чого затверджений у вченому званні професора. На початку 2000-х років входив до складу Українсько-польського миротворчого батальйону, що перебував у Косово. З 2003 року перебував у званні генерал-лейтенанта.
Помер на 57-му році життя 30 вересня 2004 року. Похований на Байковому кладовищі (ділянка № 49б, 50°25′2.46″ пн. ш. 30°30′4.3″ сх. д. / 50.4173500° пн. ш. 30.501194° сх. д.).

## Наукова та організаторська діяльність
Автор понад 120 наукових робіт, зокрема близько 55 авторських свідоцтв на винаходи. Співзасновник сучасної системи української військової освіти, здійснив суттєвий внесок в удосконалення технічних характеристик та бойових можливостей радіолокаційних станцій. Серед учнів Сергія Жукова — Олександр Безносюк, Віктор Балабін тощо.
На посаді начальника Військового інституту виступив реформатором його структури, значно розширив викладацький колектив. За часів керівництва генерал-лейтенанта Жукова інститут був єдиним в Україні, що готував спеціалістів для всіх військових формувань. Очолював наукову школу з «теоретичних та методологічних проблем побудови, застосування, управління і обробки інформації систем спостереження повітряних і наземних об'єктів».
Очолював експертну раду Вищої атестаційної комісії України з проблем оборони, національної безпеки та оборонно-промислового комплексу. Керував освітніми програмами Атлантичної Ради України, організовував міжнародні наукові конференції.

## Вшанування пам'яті
З 2004 року у Військовому інституті щорічно проходить Меморіал із футзалу пам'яті Сергія Жукова та відкритий чемпіонат з легкоатлетичного кросу. Через рік в інституті відбулась перша щорічна Міжнародна науково-практична конференція пам'яті генерал-лейтенанта «Військова освіта: сьогодення та майбутнє». У 2006 році в інституті була встановлена меморіальна дошка його пам'яті. Студентам присуджується іменна стипендія професора Жукова.

## Науковий доробок
Основні книги:
- Основы построения радиоэлектронной техники радиотехнических войск ПВО: Конспект лекций. К., 1989 (у співавторстві)
- Военно-техническая и военно-специальная подготовка офицеров запаса по специальности радиолокационных комплексов РТВ ПВО: Учеб. Москва, 1992 (у співавторстві)
- Наземні радіолокатори виявлення та наведення з несинусоїдальними відеоімпульсними зондувальними сигналами / С. А. Жуков. — К. : РВЦ «Київський ун-т», 1997. — 234 с.
- Математичні методи та моделі в економіці: навч. посібник / С. А. Жуков [и др.] ; Київський національний ун-т ім. Тараса Шевченка. — К. : ВПЦ «Київський університет», 2002. — 230 с.
- Вища математика для економістів. Математичний аналіз: Навч. посіб. К., 2004 (у співавторстві)

### Авторські свідоцтва на винаходи
- 1996 — «Спосіб вимірювання кута місця цілі для наземного секвентного радіолокатора»
- 1996 — «Вимірювач азимуту і кута місця для трикоординатної РЛС»
- 1996 — «Спосіб вимірювання кутових координат цілі для наземного секвентного радіолокатора»
- 1996 — «Радіолокаційний вимірювач кута місця цілі»
- 1996 — «Спосіб вимірювання кута місця маловисотної цілі»
- 1996 — «Спосіб вимірювання азимуту повітряних цілей»
- 1996 — «Спосіб вимірювання кутових координат цілі»
- 1997 — «Спосіб пеленгування джерела імпульсних несинусоїдальних сигналів»
- 1997 — «Вібраторна антенна решітка для імпульсних несинусоїдальних сигналів»
- 1997 — «Спосіб захисту наземної РЛС від пасивних перешкод»
- 1997 — «Вимірювач кутової координати цілі для секвентного радіолокатора»
- 1997 — «Бортовий секвентний радіолокатор виявлення об'єктів поблизу земної поверхні»
- 1997 — «Бортовий радіолокатор підповерхневого зондування з пристроєм захисту від пасивних перешкод»
- 1997 — «Секвентний радіолокатор для виявлення маловисотної цілі»
- 1997 — «Бортовий секвентний радіолокатор для виявлення рухомих цілей на поверхні землі»
- 1997 — «Секвентний вимірювач кута місця і швидкості цілі з пристроєм захисту від пасивних перешкод»
- 1997 — «Секвентний вимірювач азимуту рухомої цілі з пристроєм захисту від пасивних перешкод»
- 1997 — «Радіолокатор з несинусоідальним імпульсним сигналом»
- 1997 — «Бортовий секвентний радіолокатор для виявлення підземних об'єктів»
- 1997 — «Вимірювач швидкості цілі для секвентного радіолокатора»
- 1997 — «Вимірювач кута місця і швидкості цілі для секвентного радіолокатора»
- 1997 — «Секвентний радіолокатор з супергетеродинним приймачем»
- 1997 — «Спосіб вимірювання радіальної швидкості цілі для секвентного радіолокатора»
- 1997 — «Радіолокаційний імпульсний дальномір»
- 1997 — «Двокоординатна РЛС»
- 1997 — «Вимірювач кута місця цілі для радіолокатора виявлення»
- 1997 — «Радіолокаційний вимірювач кутової координати цілі»
- 1997 — «Секвентний радіолокаційний дальномір»
- 1997 — «РЛС виявлення малорозмірних цілей»
- 1997 — «РЛС виявлення літака»
- 1997 — «Трикоординатний секвентний радіолокатор»
- 1997 — «Hаземний вимірювач кутових координат цілі»
- 1997 — «Спосіб виявлення малошвидкісної цілі на фоні пасивних перешкод від землі для радіолокатора з безперервним випромінюванням»
- 1997 — «Спосіб виявлення підземних об'єктів з борту літального апарату на фоні пасивних перешкод від земної поверхні»
- 1997 — «Наземний радіолокаційний висотомір»
- 1997 — «Вібраторна антенна решітка для прийому несинусоідальних сигналів»
- 1997 — «Дзеркальна антена для прийому несинусоідальних імпульсних сигналів»
- 1997 — «Пеленгатор для визначення кутових координат джерела імпульсного несинусоїдального сигналу»
- 1997 — «Вібраторна антена для випромінювання надширокосмугового несинусоідального сигналу»
- 1997 — «Вібраторна антена для імпульсних несинусоідальних сигналів»
- 1997 — «Пристрій для визначення дальності від літака до наземного радіопередавача»
- 1997 — «Імпульсний радіолокаційний дальномір»
- 1997 — «Бортова РЛС для виявлення підземного об'єкту та вимірювання глибини його залягання»
- 1997 — «Спосіб вимірювання глибини залягання об'єкту у землі»
- 1997 — «Радіолокаційний вимірювач кута місця малошвидкісних повітряних цілей на фоні зворотних перешкодових відбитків від землі»
- 1997 — «Спосіб визначення дальності від літака до наземної передавальної радіостанції»
- 1997 — «Дзеркальна антена»
- 1997 — «Hесиметричний вертикальний вібратор»
- 1997 — «Трикоординатна РЛС»
- 2001 — «Спосіб виявлення повітряної цілі та вимірювання її координат»
- 2001 — «Бортовий радіолокатор для виявлення підземного об'єкта»
- 2001 — «Секвентний трикоординатний радіолокатор»
- 2002 — «Наземний вимірювач кутових координат цілі»
- 2002 — «Двокоординатний радіолокатор з безперервним випромінюванням»

## Нагороди
- заслужений працівник народної освіти УРСР
- орден «За службу Батьківщині у Збройних Силах СРСР» III ступеня
- медаль «Захиснику Вітчизни»
- відзнака «Доблесть і честь»
- іменна вогнепальна зброя Міністерства оборони України[2]